# Erik Levine

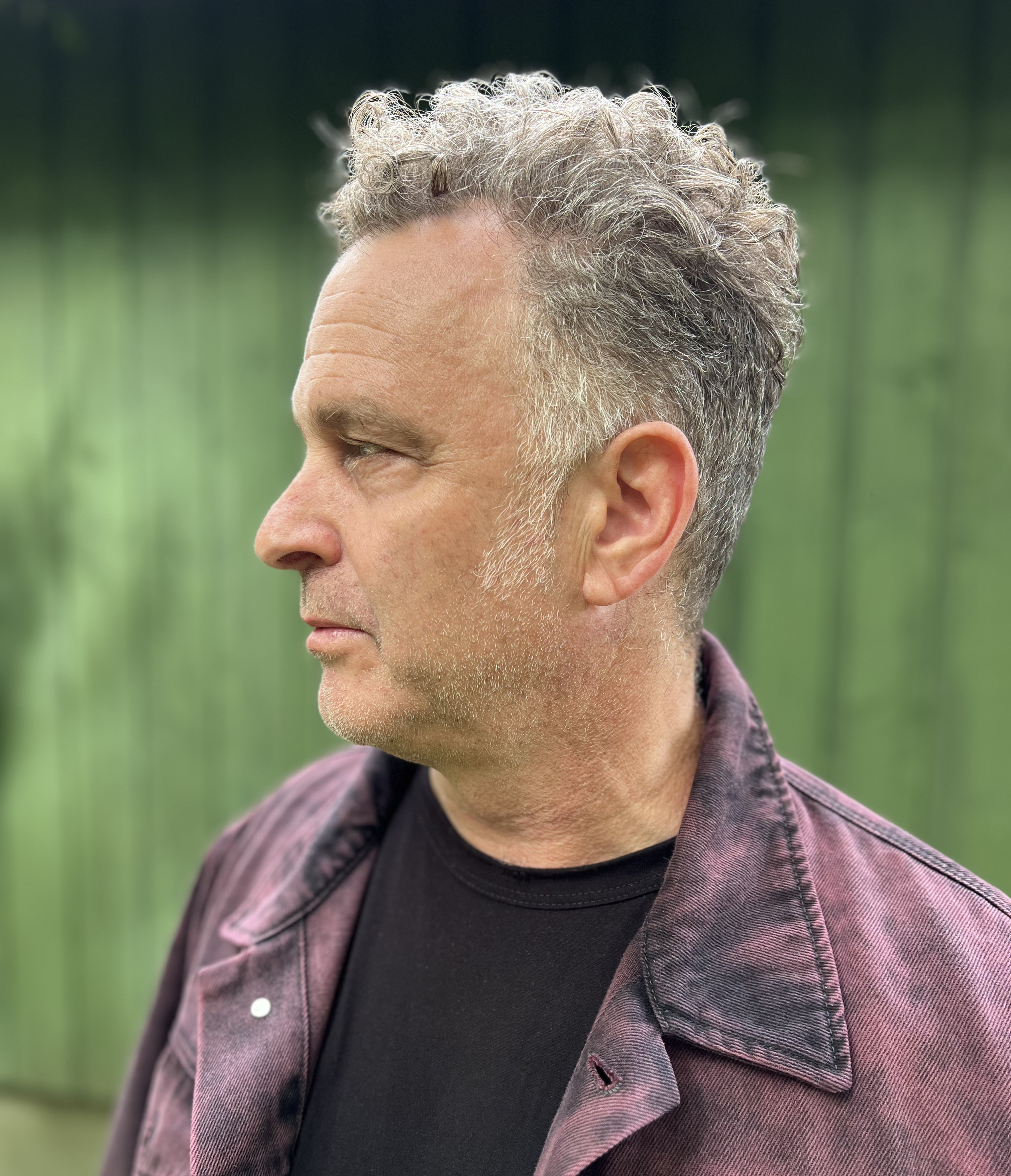
Erik Levine, 2024

Erik Levine (* 1960 in Los Angeles, Kalifornien) ist ein US-amerikanischer Künstler, der für seine Arbeiten in den Bereichen Video, Skulptur und Zeichnung bekannt ist.

## Leben
Levine wuchs in Los Angeles auf und studierte an der California State University Northridge und der University of California, Los Angeles. Später erwarb er seinen Bachelor am Thomas Edison State College. Seit 2005 ist er Professor für Kunst am College of Liberal Arts der University of Massachusetts Boston.

## Werk
Levine ist bekannt für seine Videos, Skulpturen und Zeichnungen. Seine Arbeiten wurden in zahlreichen Einzel- und Gruppenausstellungen in den USA und Europa gezeigt, unter anderem im Whitney Museum of American Art, im Walker Art Center und im Hirshhorn Museum and Sculpture Garden.

## Einzelausstellungen (Auswahl)
- 1988: Diane Brown Galerie, New York, NY
- 1989: The Louisiana Museum of Modern Art, Humlebaek, Dänemark | Diane Brown Gallery, New York, NY | Fundació Joan Miró, Barcelona, Spanien | Halle Sud, Genf, Schweiz | Brandts Klaedefabrik, Odense, Dänemark
- 1990: Meyers/Bloom Gallery, Santa Monica, CA | Diane Brown Gallery, New York, NY
- 1991: Galerie Georges-Philippe Vallois, Paris, Frankreich
- 1992: Centre d’Art Contemporain de Vassivière en Limousin, Frankreich
- 1993: Städtische Galerie im Lenbachhaus, München, Deutschland | Galerie Bernd Klüser, München, Deutschland | Worcester Art Museum, Worcester, MA | Madison Art Center, Madison, WI
- 1994: Ruth Bloom Galerie, Santa Monica, CA
- 1995: Galerie Bela Jarzyk, Köln, Deutschland | Galerie Bernd Klüser, München, Deutschland
- 1996: Galerie Georges-Philippe Vallois, Paris, Frankreich | One Great Jones, New York, NY
- 1998: Museum Pfalzgalerie Kaiserslautern, Deutschland
- 1999: Galerie Georges-Philippe und Nathalie Vallois, Paris, Frankreich
- 2007: Space Other, Boston, MA
- 2010: Museum of Contemporary Art, San Diego, CA
- 2012: Tampa Art Museum, Tampa, FL
- 2015: Wexner Center for the Arts, Columbus, OH
- 2017: Ludwig Forum für Internationale Kunst, Aachen: Erik Levine – As a Matter of Fact (19. Mai bis 24. September 2017)